# Asphodelus ramosus
L'asfodelo mediterraneo (Asphodelus ramosus L., 1753)  è una pianta perenne della famiglia Asphodelaceae.

## Descrizione
Simile nell'aspetto ad Asphodelus albus e a Asphodelus cerasiferus, si distingue da questi per il suo gambo altamente ramificato e per i frutti più piccoli.

## Distribuzione e habitat
Si trova sulle coste del Mediterraneo.

## Usi
Viene usata come pianta ornamentale. La corteccia fresca degli steli viene lavorata ed essiccata in Sardegna per la produzione di cestini artigianali (corbulas).